# Kommunalwahlen in Bayern 2026
Die Kommunalwahlen in Bayern 2026 sollen am 8. März 2026 stattfinden. Bei dieser Wahl werden die kommunalen Vertretungen in den Städten, Gemeinden, Märkten und Landkreisen des Freistaates Bayern neu gewählt.

## Hintergrund
Die Kommunalwahlen in Bayern finden alle sechs Jahre statt. Bei diesen Wahlen werden Bürger dazu aufgerufen, die Mitglieder der Gemeinde- und Stadträte sowie der Kreistage zu wählen. Diese Gremien sind für eine Vielzahl von Angelegenheiten auf kommunaler Ebene zuständig, darunter Bildung, Verkehr, Sozialdienste und Stadtplanung.

## Wahlrecht
Das Wahlrecht bei den Kommunalwahlen in Bayern wird durch das Gemeinde- und Landkreiswahlgesetz (GLKrWG) geregelt. Hier sind einige wichtige Aspekte des Wahlrechts in Bayern:

### Aktives Wahlrecht
Das aktive Wahlrecht, also das Recht zu wählen, haben alle deutschen Staatsbürger, die das 18. Lebensjahr vollendet haben und seit mindestens zwei Monaten in Bayern ihren „Lebensschwerpunkt“ (vgl. gewöhnlicher Aufenthalt) haben. Auch Unionsbürger, die sich ebenfalls seit mindestens drei Monaten in Bayern aufhalten, haben das aktive Wahlrecht bei Kommunalwahlen.

### Passives Wahlrecht
Das passive Wahlrecht, also das Recht, selbst gewählt zu werden, steht denjenigen Personen zu, die das aktive Wahlrecht besitzen und nicht vom Wahlrecht ausgeschlossen sind. Personen, die bestimmte Strafen oder Gerichtsentscheidungen erlitten haben, können vom passiven Wahlrecht ausgeschlossen sein.

### Auszählungssystem
In Bayern wird seit 2020 nach dem Sainte-Laguë-Verfahren ausgezählt.

### Briefwahl
Die Briefwahl ist in Bayern weit verbreitet und ermöglicht es den Wählern, ihre Stimme von zu Hause aus abzugeben. Dies erleichtert die Teilnahme an den Wahlen und kann zur Steigerung der Wahlbeteiligung beitragen. Bei der Kommunalwahl 2020 lag die Anzahl der Briefwähler aufgrund der COVID-19-Pandemie außergewöhnlich hoch.

## Bedeutung der Kommunalwahl
Die Kommunalwahlen in Bayern sind von großer Bedeutung, da sie die Grundlage für die kommunale Selbstverwaltung bilden. Die gewählten Vertreter gestalten die Politik auf lokaler Ebene und beeinflussen somit direkt den Lebensalltag und die -qualität der Bürger. Ihre Entscheidungen haben Auswirkungen auf Bildungseinrichtungen, Gesundheitsdienste, Straßenbau, Umweltschutz etc. Die Wahlbeteiligung bei Kommunalwahlen ist entscheidend, um sicherzustellen, dass die gewählten Vertreter die Interessen der Bevölkerung angemessen repräsentieren.